# راسا ليليفيتو
راسا ليليفيتو (بالليتوانية: Rasa Leleivytė)‏ (و. 1988  م) هي دراجة ليتوانية، ولدت في فيلنيوس.

## سجل الفوز

### سباقات أو مراحل فاز بها
| التاريخ        | السباق                                                           | المركز                   |
| -------------- | ---------------------------------------------------------------- | ------------------------ |
| 01 يناير 2005  | 2005 UCI Road World Championships – Junior women's road race     |                          |
| 01 يناير 2006  | 2006 UCI Road World Championships – Junior women's road race     | الفائز في التصنيف العام  |
| 09 أبريل 2007  | Grand Prix de Dottignies 2007                                    | الرابع في التصنيف العام  |
| 30 يونيو 2007  | سباق الطريق للسيدات في بطولة ليتوانيا لسباق الدراجات 2007        | الفائز في التصنيف العام  |
| 21 يوليو 2007  | سباق الطريق لأقل من سنة للسيدات - بطولة أوروبا للدراجات 2007     |                          |
| 05 يوليو 2008  | سباق الطريق لأقل من سنة للسيدات - بطولة أوروبا للدراجات 2008     | الفائز في التصنيف العام  |
| 19 يوليو 2008  | Gran Premio di Cento-Carnevale d'Europa 2008                     |                          |
| 27 يوليو 2008  | Tour Féminin en Limousin 2008                                    |                          |
| 17 أغسطس 2008  | 2008 La Route de France                                          | السابع في تصنيف أفضل شاب |
| 30 أغسطس 2008  | Classica Citta' di Padova 2008                                   |                          |
| 25 يونيو 2009  | سباق الطريق للسيدات في بطولة ليتوانيا 2009                       | الفائز في التصنيف العام  |
| 05 فبراير 2010 | طواف قطر للنساء 2010                                             |                          |
| 07 مارس 2010   | Gran Premio Comune di Cornaredo 2010                             | الفائز في التصنيف العام  |
| 25 يونيو 2010  | سباق الطريق للسيدات في بطولة ليتوانيا لسباق الدراجات 2010        |                          |
| 01 يناير 2011  | 2011 Giro della Toscana Int. Femminile – Memorial Michela Fanini |                          |
| 22 مايو 2011   | Gran Premio Comune di Cornaredo 2011                             | الفائز في التصنيف العام  |
| 26 يونيو 2011  | سباق الطريق للسيدات في بطولة ليتوانيا لسباق الدراجات 2011        | الفائز في التصنيف العام  |
| 31 مايو 2015   | 2015 GP Cham-Hagendorn                                           |                          |
| 25 أبريل 2017  | 2017 Gran Premio della Liberazione - women's race                |                          |
| 25 يونيو 2017  | سباق الطريق للسيدات في بطولة ليتوانيا لسباق الدراجات 2017        |                          |
| 25 أبريل 2018  | 2018 Gran Premio della Liberazione - women's race                |                          |
| 24 يونيو 2018  | سباق الطريق للسيدات في بطولة ليتوانيا لسباق الدراجات 2018        | الفائز في التصنيف العام  |
| 06 أكتوبر 2018 | طواف إيميليا للسيدات 2018                                        | الفائز في التصنيف العام  |
| 21 سبتمبر 2019 | Giro delle Marche in Rosa 2019                                   |                          |
| 26 يونيو 2022  | سباق الطريق للسيدات في بطولة ليتوانيا 2022                       | الفائز في التصنيف العام  |
| 25 يونيو 2023  | 2023 Lithuania National Road Cycling Championships - Women RR    |                          |
| 27 أغسطس 2023  | 2023 Tour de Toscane féminin-Mémorial Michela Fanini             |                          |
| 01 سبتمبر 2024 | 2024 Tour de Toscane féminin-Mémorial Michela Fanini             |                          |

## روابط خارجية
- راسا ليليفيتو على موقع الاتحاد الدولي للدراجات (الإنجليزية)
- راسا ليليفيتو على موقع أرشيف الدراجات (الإنجليزية)
- راسا ليليفيتو على موقع إحصائيات الدراجات الإحترافية (الإنجليزية)
- راسا ليليفيتو على موقع نسبة الدراجات (الإنجليزية)
- راسا ليليفيتو على موقع CycleBase (الإنجليزية)
- راسا ليليفيتو على موقع اللجنة الأولمبية الدولية (الإنجليزية)
- راسا ليليفيتو على موقع أوليمبيديا (الإنجليزية)